# بلیشچتسه
بلیشچتسه (به لهستانی:  Bliszczyce) یک روستا در لهستان است که در گمینا برانگتسه واقع شده‌است.